# Marko Nikolić (Fußballtrainer)
Marko Nikolić (serbisch-kyrillisch Марко Николић; * 20. Juli 1979 in Belgrad) ist ein serbischer Fußballtrainer, der seine Trainerkarriere im Profifußball schon in jungen Jahren in der Saison 2008–2009 beim FK Rad begann, nachdem er zuvor in den Jugendmannschaften des Vereins tätig war. Er arbeitete als Nationaltrainer für die serbische K18-Nationalmannschaft sowie für Vojvodina, FK Partizan, Olympia Ljubljana, Videoton, Lokomotiv Moskau, Shabab Al Ahli und ZSKA Moskau. Im Juni 2025 wurde er von der griechischen Mannschaft AEK Athen unter Vertrag genommen.
Zu seinen beruflichen Höhepunkten als Trainer gehören ein Double in der Saison 2016–2017, das er mit dem FK Partizan in Serbien gewann. Außerdem war er Trainer, als Videoton den ungarischen Meistertitel in der Saison 2017–2018 erhielt, sowie während in der darauf folgenden Saison 2018–2019, als sie Pokalsieger wurden. Den russischen Pokal hat er zweimal gewonnen. Mit Lokomotiv Moskau im Jahr 2021 und mit ZSKA im Jahr 2025. Außerdem hat er mit Shabab Al Ahli 2024 den Super Cup in den Vereinigten Arabischen Emiraten gewonnen.